# Dolnomlýnský rybník
Dolnomlýnský rybník, neboli Mlejňák či Bartůněk je průtočný rybník na Kunratickém potoku v Kunraticích na Praze 4. Slouží jako záchytná vodní plocha, k chovu ryb a jako krajinotvorný prvek, dříve zde fungoval Bartůňkův mlýn. Vodu v něm zadržuje zemní sypaná hráz výšky 4,3 metrů po které vede ulice "K Borovíčku". Má plochu hladiny 6 873 m2 a celkový objem nádrže činí 10 694 m3. Po toku Kunratického potoka nahoru se nejblíž nachází Hornomlýnský rybník (neboli Vernerák), pod Dolnomlýnským rybníkem se nejblíže nachází rybník Labuť.

## Historie
Rybník byl zanesen v mapách kolem roku 1750. V roce 1982 zde proběhla rozsáhlá oprava. Při té byly zřízeny dva bezpečnostní přelivy, byla ohrazena hráz a požerák. Kvůli špatné kvalitě rekonstrukce muselo k generální rekonstrukci dojít v roce 2011.